# Metophthalmus lacteolus
Metophthalmus lacteolus is een keversoort uit de familie schimmelkevers (Latridiidae). De wetenschappelijke naam van de soort werd in 1866 gepubliceerd door Victor Ivanovitsch Motschulsky.
De soort komt voor in Griekenland, Turkije, Oekraïne en de Kaukasus.
Het kevertje wordt 1,4 tot 1,6 millimeter lang.